# フォルカー・クリーゲル
フォルカー・クリーゲル（Volker Kriegel、1943年12月24日 - 2003年6月14日）は、ドイツのジャズ・ギタリスト、作曲家であり、ユナイテッド・ジャズ+ロック・アンサンブルの創設メンバーの一人であった。また、作家、漫画家としても活躍した。

## 略歴

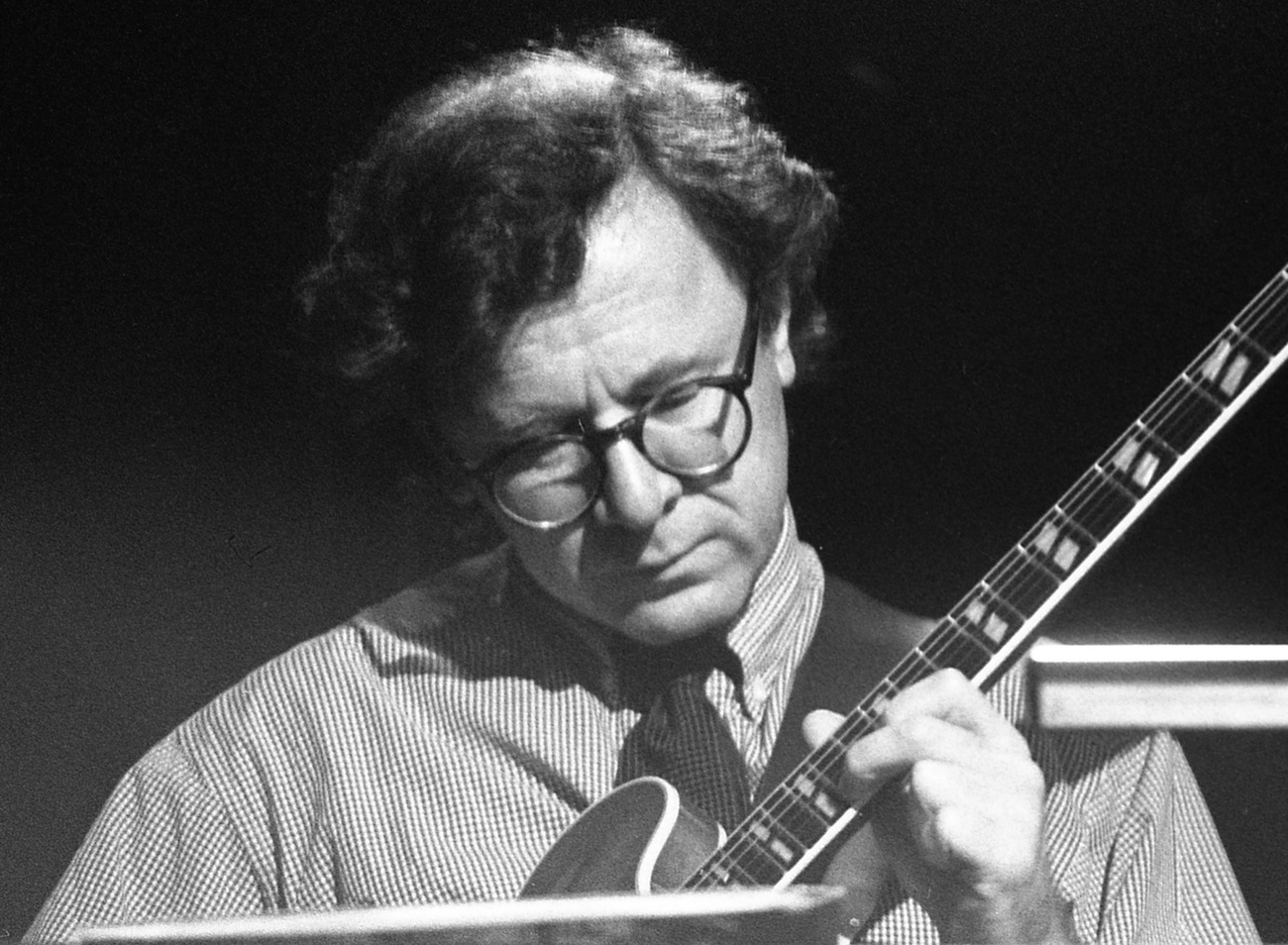
ユナイテッド・ジャズ+ロック・アンサンブルで演奏するフォルカー・クリーゲル（1992年）

クリーゲルは1943年12月24日、ダルムシュタットに生まれた。15歳でギターを弾き始めた。
クリーゲルはテオドール・アドルノに社会学を学んだが、1962年にはフランクフルトでアルベルトとエミールのマンゲルスドルフ夫妻とバンド活動を始め、学業を中断した。その後、アメリカ人移民のヴィブラフォン奏者デイヴ・パイク率いるフュージョン・バンドに参加し、アルバム『ノイジー・サイレンス～ジェントル・ノイズ』（1969年）をレコーディングした 。パイクとの活動と並行して、クリーゲルはスペクトラムを結成し、1975年にはマイルド・マニアック・オーケストラも結成した 。ドン・シュガーケイン・ハリスとアルバム『キープ・オン・ドライヴィング』（MPS、1970年）をレコーディングした後、MPSと契約し、ジャズ・ロック・アルバム『Spectrum』（1971年）をリリースした 。5年後、彼はユナイテッド・ジャズ+ロック・アンサンブルを結成。チャーリー・マリアーノ、アルベルト・マンゲルスドルフ、アック・バン・ルーイエン、バーバラ・トンプソンらが参加した、変化に富んだ集団だった 。1977年、クリーゲルはレーベル「ムード・レコード（Mood Records）」の共同設立者となり、自身の楽曲とユナイテッド・ジャズ＋ロック・アンサンブルの楽曲をリリースした。
クリーゲルは音楽活動から離れ、児童書の執筆を始めた。「1990年代にはリーダーとしての活動を休止し、作曲家としての活動と、長年続けてきた漫画家としての第2のキャリアに専念するようになりました。彼のイラストは新聞、雑誌、書籍、そしてアニメ映画に掲載されました」。1998年に出版された『Manchmal ist es besser, man sagt gar nix』は、ジャズやその他のテーマに関する彼の漫画や文章が収録された書籍である。2002年、彼はツアーのためにアンサンブルを再結成した。2003年6月15日にスペインで癌のため亡くなった。

## ディスコグラフィ

### リーダー・アルバム
- With a Little Help from My Friends (1968年、Liberty) ※with ペーター・トランク、ギュンター・レンツ、ペーター・バウマイスター、クラウディオ・ゼンカー
- Spectrum (1971年、MPS) ※with ジョン・テイラー、ペーター・トランク、シーズ・シー、ペーター・バウマイスター
- Inside: Missing Link (1972年、MPS) ※with アルベルト・マンゲルスドルフ、アラン・スキドモア、ハインツ・ザウアー、ジョン・テイラー、エバーハルト・ウェーバー、ジョン・マーシャル、ペーター・バウマイスター、シーズ・シー
- Lift! (1973年、MPS) ※with ズビグニェフ・セイフェルト、スタン・スルツマン、エバーハルト・ウェーバー、ジョン・テイラー、ジョン・マーシャル
- Mild Maniac (1974年、MPS) ※with ライナー・ブリューニングハウス、エバーハルト・ウェーバー、ピーター・ギーガー、ジョー・ネイ
- Topical Harvest (1975年、MPS) ※with ライナー・ブリューニングハウス、ハンス・ペーター・シュトレーア、レイ・マンティラ、ピーター・ギーガー、ジョー・ネイ、アルベルト・マンゲルスドルフ、ペーター・クーラ
- Octember Variations (1976年、MPS)
- Elastic Menu (1977年、MPS)
- House Boat (1978年、MPS)
- Long Distance (1979年、MPS)
- Live In Bayern (1980年、MPS)
- Journal (1981年、Mood)
- Schöne Aussichten (1983年、Mood)
- Palazzo Blue (1987年、Mood)
- Der Rock'n'Roll-König (2003年、Kein & Aber)
- 『マインツ・スタジオ・レコーディングス 1963-1969』 - Mainz 1963-1969 (2013年、Jazzhaus/SWR Music/Arthaus Musik)
- Erwin Mit Der Tröte (2019年、Die Zeit) ※with NDRビッグバンド、ライナー・テンペル

### ユナイテッド・ジャズ+ロック・アンサンブル
- Live in Schützenhaus (1977年、Mood)
- Teamwork (1978年、Mood)
- The Break Even Point (1979年、Mood)
- Live in Berlin (1981年、Mood)
- United Live Opus Sechs (1984年、Mood)
- Round Seven (1987年、Mood)
- Na endlich! (1992年、Mood)
- Die neunte von United (1996年、Mood)

### 参加アルバム
クラウス・ドルディンガー
- 『ゴーズ・オン』 - Doldinger Goes On (1967年)
- 『ドルディンガー・ジュビリー・コンサート』 - Doldinger Jubilee Concert (1974年) ※パスポート名義

ドン・シュガーケイン・ハリス
- 『キープ・オン・ドライヴィング』 - Keep on Driving (1970年)
- Got the Blues (1972年)
- 『ニュー・ヴァイオリン・サミット』 - New Violin Summit (1972年)
- Keyzop (1975年)
- Flashin' Time (1976年)

デイヴ・パイク
- 『ノイジー・サイレンス～ジェントル・ノイズ』 - Noisy Silence – Gentle Noise (1969年、MPS)
- 『フォア・リーズンズ』 - Four Reasons (1969年、MPS)
- 『ライヴ・アット・ザ・フィルハーモニー』 - Live at the Philharmonie (1969年、MPS)
- 『アルバム』 - Album (1971年、MPS)
- 『インフラ・レッド』 - Infra Red (1972年、MPS)
- Salomao (1973年、MPS)

その他
- エミール・マンゲルスドルフ : Swinging Oil Drops (1966年)
- ザ・キューン・ブラザーズ・アンド・ザ・マッド・ロッカーズ : The Kühn Brothers & The Mad Rockers (1969年)
- ジョニー・トイペン : 『ハーパデリック』 - Harpadelic (1969年、MPS)
- カート・クレス・クラン : CCC (1975年)

## 著書
- 『王様はロックンローラー』 - Der Rock ‘n’ Roll-König (1982年、Aarau u. a.: Sauerländer)
- Hallo und andere wahre Geschichten (1982年、Aarau u. a.: Sauerländer) ISBN 3-7941-2265-8
- Volker Kriegels Kleine Hunde-Kunde (1986年)
- Künstler, Kracher und Konsorten (1992年、Zürich: Haffmans) ISBN 3-251-00203-1
- Der Flaubert-Rabe. Der Rabe Nr. 47 (Hg. V. Kriegel) (1997年、Haffmans Verlag)
- Manchmal ist es besser, man sagt gar nix. Mit einem Vorwort von F. W. Bernstein (1998年、Haffmans, Zürich) ISBN 3-251-00399-2 (展覧会カタログ。ヴィルヘルム・ブッシュ博物館、ハノーバー)
- 『ヘラジカのオーラフが、サンタクロースと友だちになったわけ』 - Olaf, der Elch (1999年)
- 『飛行機になりたいオーラフを、サンタクロースがどのようにたすけたか』 - Olaf hebt ab (2000年、Eichborn Verlag)
- 『オーラフとサンタクロース、海底にプレゼントをはこぶ』 - Olaf taucht ab (2002年、Eichborn Verlag)
- Erwin mit der Tröte (2002年、Eichborn Verlag)
- Wie sich das nackte Schaf mal schwer gehenließ und andere Absonderlichkeiten aus dem Tierreich. Mit einem aber auch alles erklärenden Nachwort von Robert Gernhardt (2005年、Kein & Aber Zürich) ISBN 3-0369-5135-0
- Innere Werte (2006年、Kein & Aber Zürich) ISBN 3-0369-5232-2

フォルカー・クリーゲルの著書の多くは、イタリア語、ギリシャ語、スウェーデン語、英語、フランス語、オランダ語、日本語、韓国語、中国語に翻訳されている。